# John Lane (éditeur)
Pour les articles homonymes, voir John Lane et Lane.
John Lane (1854-1925) est un éditeur britannique, cofondateur de John Lane Publisher - The Bodley Head.

## Biographie

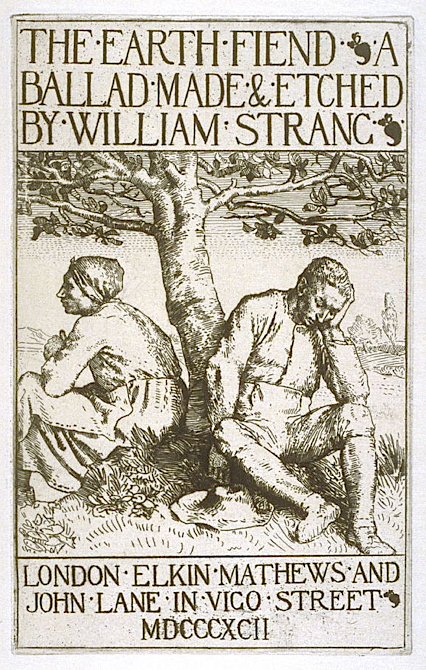
The Earth Fiend, écrit et illustré par William Strang (1892).

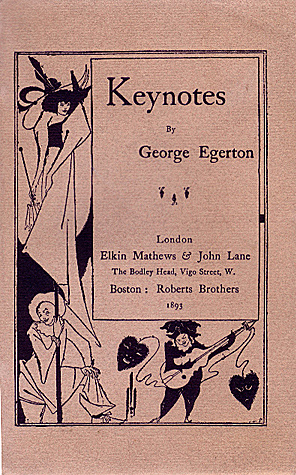
Keynotes (1893) de George Egerton, illustré par Beardsley.

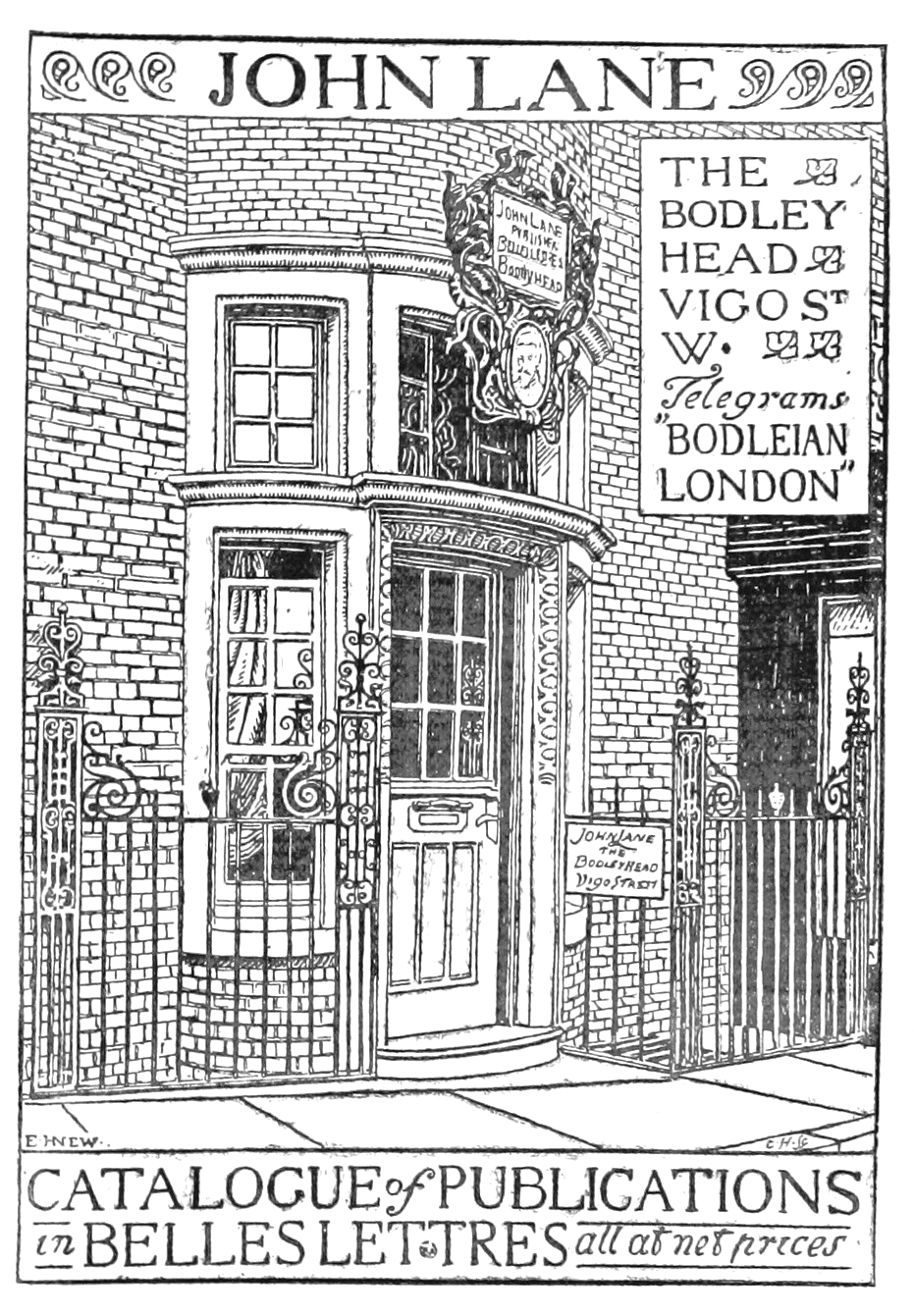
Carte de visite des éditions John Lane (1896) — Londres, British Library.

John Lane est né le 14 mars 1854 sur le territoire de la paroisse d'Hartland, dans le nord du Devon, où ses parents étaient fermiers. À peine adolescent, il quitte sa famille pour aller travailler à Londres, où il est employé dans une compagnie de chemin de fer. John est un autodidacte, qui se cultive lui-même et se passionne pour les vieux objets, en particulier les livres anciens. Au bout d'une vingtaine d'années, il est devenu assez expert pour se lancer dans le commerce d'antiquités et de bibliophilie. Il trouve un associé en la personne de Charles Elkin Mathews (1851-1921) avec qui il ouvre à Londres en 1887 une boutique qu'ils appellent « The Bodley Head », car, au dessus de la porte se trouve le buste de Thomas Bodley, fameux érudit originaire d'Exeter, cher aux étudiants d'Oxford.
Quelque temps plus tard, ils se lancent dans l'édition, fondent les presses « John Lane & Elkin Mathews - The Bodley Head », publiant d'abord à peu d'exemplaires, sur beau papier, ajoutant des gravures sur bois ou des eaux-fortes en guise de frontispice ; les ouvrages sont rares et chers, très marqués par l'esthétisme et l'Arts & Crafts. Leur établissement est situé sur Vigo Street (en).
À la fin de 1893, l'éditeur américain Henry Harland (en) (1861-1905) et l'artiste Aubrey Beardsley proposent aux deux associés d'éditer une revue littéraire illustrée dans un format totalement nouveau. En avril, sort le premier numéro trimestriel de The Yellow Book au prix de cinq shillings, une somme très élevée à l'époque. Avant octobre 1894, Elkin Mathews quitte John Lane et fonde sa propre maison. The Yellow Book disparaît en avril 1897, après avoir publié des textes avant-gardistes, et souvent pour la première fois, de Max Beerbohm, le Baron Corvo, Walter Crane, Edmund Gosse, Henry James, H. G. Wells, entre autres.
Entre-temps, John Lane se montre désireux d'être un éditeur à la mode, flairant l'air du temps et les auteurs de demain ; sa revue est qualifiée de « décadente », ou « esprit fin de siècle », et c'est alors qu'il lance en fin 1893 une collection de nouvelles et de courts romans allusifs, plein de sous-entendus, les « Keynotes Series », comprenant dix-neuf volumes aux couvertures illustrées par Beardsley et inauguré par le titre éponyme de la féministe George Egerton (1859-1945). Suivent The Woman Who Did (1895) de Grant Allen, la réponse de Victoria Crosse, The Woman Who Didn't (1895), puis The Great God Pan d'Arthur Machen, qui perturbent le milieu des lettres britanniques par leurs audaces. 
John Lane a par la suite plusieurs conflits éditoriaux avec Beardsley à propos de la teneur de ses illustrations, propre à choquer un public victorien très corseté, et doit s'en séparer durant l'été 1895, quelques semaines après le procès de son ami Oscar Wilde. 
L'un des premiers gros succès éditoriaux de John Lane est l'ouvrage de Walter Crane, The Song of Six Pence Picture Book, un livre pour enfants.
En 1896, il ouvre une filiale à New York, la John Lane Company : l'éditeur connaît alors une forte croissance. L'année suivante, elle édite l'édition américaine du magazine The Studio sous le titre The International Studio an Illustrated Magazine of Fine and Applied Art.
Le 13 août 1898, John Lane épouse l'Américaine Annie Philippine King, riche veuve de Tyler Batcheller King et fille de Julius Eichberg. Sous le nom d'Anna Eichberg, elle est l'auteur de nombreux ouvrages assez conservateurs, dont certains édités par son mari. 
Durant le premier quart du XXe siècle, John Lane publie énormément d'ouvrages. Il devient l'éditeur anglais en vue des deux côtés de l'Atlantique. Des écrivains comme Arnold Bennett, G. K. Chesterton, Agatha Christie, Ford Madox Ford, C. S. Forester, Kenneth Grahame, Stephen Leacock, Alice Meynell, H. G. Wells lui sont fidèles. Ce dernier lui offre le manuscrit de The New Machiavelli (1911), qui provoque un scandale, c'est le roman à clef de sa liaison adultérine avec Amber Reeves (en). Cette même année, John Lane commet lui-même un best-seller, il écrit les notices d'un album historique sur les présidents et orateurs du parlement britannique, The Speakers of the House of Commons from the Earliest Times to the Present Day. Les albums illustrant les textes de Saki remportent aussi un franc succès. 
Durant la Première Guerre mondiale, la société fournit des livres en format poche destinés aux soldat du front. En 1919, elle connaît des difficultés. Deux financiers, Hubert Carr-Gomme et Ronald Boswell s'associent à John Lane, qui recrute également son jeune neveu, Allen Lane, dans l'espoir qu'il reprenne la direction. En 1922, la John Lane Company (New York) est en partie cédée à Dodd, Mead and Company.
John Lane meurt d'une pneumonie le 2 février 1925 à son domicile londonien. Ses cendres furent inhumées à l'église de Saint-Nectar d'Hartland (Devon), dans laquelle on trouve un banc commémorant le souvenir de la famille Lane.

## Archives et collections
Il n'existe que peu de traces des activités commerciales et comptables londoniennes de John Lane avant 1918, mais l'essentiel se trouve à l'université de Reading. En revanche, les archives plus complètes concernant la filiale américaine (et par contrecoup la maison mère), la John Lane Company (New York), sont consultables au Harry Ransom Centre (Austin, Texas).
L'ensemble de la collection d'objets anciens de John Lane a été offert au Royal Albert Memorial Museum d'Exeter, qui possède également un portrait peint de l'éditeur.